# Felsberg, Hessen
Felsberg är en stad i Schwalm-Eder-Kreis i Regierungsbezirk Kassel i förbundslandet Hessen i Tyskland.
De tidigare kommunerna Böddiger och Lohre uppgick i Felsberg, Hessen 1 februari 1971 följt av Altenburg och Niedervorschütz 31 december 1971. Brunslar, Gensungen, Helmshausen, Hilgershausen och Rhünda uppgick i staden 1 januari 1974. Brunslar bildades 1 februari 1971 genom en sammanslagning av Altenbrunslar och Neuenbrunslar och Wolfershausen uppgick i Brunslar 31 december 1971. Kommunerna Beuern, Hesserode, Heßlar och Melgershausen uppgick i Gensungen 1 februari 1971.